# Hans von Bülow
Hans Guido von Bülow (ur. 8 stycznia 1830 w Dreźnie, zm. 12 lutego 1894 w Kairze) – niemiecki dyrygent, wirtuoz pianista i kompozytor okresu romantyzmu. Był jednym z najwybitniejszych dyrygentów XIX wieku, a jego interpretacje przyczyniły się do sukcesu kilku współczesnych mu twórców, między innymi Richarda Wagnera.

## Życiorys
Choć od 9 roku życia Bülow uczył się muzyki pod kierunkiem Friedricha Wiecka, jego rodzice woleli, by studiował prawo. W tym celu wysłali go do Lipska, gdzie zetknął się z Ferencem Lisztem. Wrażenie jakiego doznał na premierze Lohengrina sprawiło, że wbrew woli rodziców postanowił poświęcić się muzyce. W roku 1850 z rekomendacji Wagnera po raz pierwszy poprowadził orkiestrę w Zurychu.
W roku 1851 studiował u Liszta, z którym się zaprzyjaźnił, a w roku 1857 poślubił jego córkę, Cosimę. W latach 50. i wczesnych latach 60. XIX wieku Bülow wiele koncertował jako pianista i dyrygent, tworzył również własną muzykę. Działalność ta przyniosła mu uznanie nie tylko w Niemczech, ale i w Rosji. Największą jednak sławę zyskał jako dyrygent opery dworskiej w Monachium. Kierował tu pierwszymi wykonaniami Tristana i Izoldy (1865) oraz Śpiewaków norymberskich (1868), a oba przedstawienia odniosły wielki sukces.
Życie osobiste Bülowa nie było tak pomyślne jak artystyczne. Bülow miał przykry charakter i potrafił wymyślać muzykom (tenora odgrywającego rolę Rycerza Łabędzia w Lohengrinie nazwał Rycerzem Świni – w oryginale gra słów Schwäne – Schwein). Żona Bülowa romansowała z Wagnerem, by w roku 1868 odejść do niego na stałe, dwa lata później przeprowadzony został formalny rozwód. Zabrała ze sobą Ewę i Izoldę, córki, które miała już z Wagnerem. Wydaje się, że Bülow nie miał o to urazy do Wagnera, nadal dyrygował wykonaniami jego dzieł, a jego żal po śmierci kompozytora był szczery. Ponownie ożenił się z aktorką Marie Schanzer.
Oprócz muzyki Wagnera Bülow był również entuzjastą twórczości Brahmsa i Czajkowskiego. W roku 1875 dyrygował w Bostonie światową premierą słynnego pierwszego koncertu fortepianowego b-moll Czajkowskiego, a w 1885 roku kierował własną orkiestrą podczas premiery czwartej symfonii e-moll Brahmsa.
W latach 1878–1888 pełnił funkcję kapelmistrza w Hanowerze, jednak po kłótni ze śpiewakiem w czasie prób do Lohengrina został zmuszony do odejścia. Przeniósł się na równorzędne stanowisko do Meiningen i stworzył tam jeden z najlepszych zespołów orkiestrowych w Niemczech – nalegał na to, by muzycy znali wszystkie nuty granych utworów na pamięć. Dokonał też kilku innowacji w składzie orkiestry – wprowadził do niej pięciostrunowy kontrabas i kotły z pedałem. Ta ostatnia nowinka stała się wkrótce standardem. W latach 1887–1892 był dyrygentem Berliner Philharmoniker.
Pod koniec lat 80. Bülow zamieszkał na stałe w Hamburgu, nie przerywając jednak koncertowania jako pianista i dyrygent. Kilka lat później podupadł na zdrowiu i szukając bardziej sprzyjającego mu klimatu przeniósł się do Egiptu, gdzie zmarł.